# Крутиков, Валентин Иванович
Валентин Иванович Крутиков (1 августа 1925, Москва — 1992, Химки, Московская область) — командир разведывательного отделения 93-й отдельной разведывательной роты 88-й гвардейской стрелковой дивизии 8-й гвардейской армии (3-й Украинский фронт, 1-й Белорусский фронт), гвардии сержант. Полный кавалер ордена Слава.

## Биография
Родился 1 августа 1925 года в Москве. Окончил 9 классов.
В РККА с июня 1942 года. Участник Великой Отечественной войны с июня 1943 года. Сражался на 3-м Украинском и 1-м Белорусском фронтах. Принимал участие в освобождении Украины.
Разведчик 93-й отдельной разведывательной роты гвардии сержант Валентин Крутиков в составе группы бойцов 4 марта 1944 года форсировал реку Ингулец, подполз к вражеским окопам и в схватке уничтожил 4 противников, а 1 захватил в плен. За мужество и отвагу, проявленные в боях, гвардии сержант Крутиков Валентин Иванович 19 марта 1944 года награждён орденом Славы 3-й степени.
Командир разведывательного отделения той же роты Валентин Крутиков с бойцами ночью 10 апреля 1944 года пробрался в тыл противника, проник в село Адамовка, уничтожил несколько противников и 2 взял в плен. Был ранен, но несмотря на ранение, остался в строю, отражая контратаки противника. За мужество и отвагу, проявленные в боях, гвардии сержант Крутиков Валентин Иванович 9 мая 1944 года награждён орденом Славы 2-й степени.
19 июля 1944 года в окрестностях населённого пункта Машов Любомльского района Волынской области Украины Валентин Крутиков с группой разведчиков, действуя в составе той же роты, дивизии и армии, пробрался в тыл противника, где внезапным огнём из автоматов бойцы уничтожили 4 противников, а 2 пленных доставили в часть.
21 июля 1944 года в районе населённого пункта Окопы разведчики во главе с Валентином Крутиковым преодолели реку Западный Буг, выбили противников из первой траншеи, захватили пулемёт и открыли из него огонь по отходящему противнику. Захваченную позицию удерживали до подхода подкрепления.
Указом Президиума Верховного Совета СССР от 24 марта 1945 года за образцовое выполнение заданий командования в боях с немецко-вражескими захватчиками гвардии сержант Крутиков Валентин Иванович награждён орденом Славы 1-й степени, став полным его кавалером.
В 1944 году В. И. Крутиков демобилизован по болезни из Вооружённых Сил СССР. Жил в городе Химки Московской области. Работал на Мосфильме. Умер в 1992 году. Похоронен в Химках на Машкинском кладбище.
Награждён орденом Отечественной войны I степени, орденами Славы трёх степеней, медалями.
Участник юбилейного — 45-го Парада Победы в Москве на Красной площади в 1990 году.